# Anatoli Bukréiev
Anatoli Nikolàievitx Bukréiev - Анатолий Николаевич Букреев (rus) - (16 de gener de 1958, Txeliàbinsk, Unió Soviètica - 25 de desembre de 1997, Annapurna) fou un alpinista kazakh que realitzà set ascensions a vuit mil sense ajuda d'oxigen suplementari. Tenia el títol de Màster d'Esports d'Alta Muntanya (1991). Bukréiev, tot i el seu gran nivell, era relativament desconegut en la comunitat alpinista internacional fins a la temporada d'escalada de primavera del 1996 a l'Everest, on dotze persones moriren en una de les tragèdies més grans en la història d'aquesta muntanya. Al seu llibre L'Escalada hi narra la seva experiència.
Quan tenia 12 anys començà a escalar als turons baixos dels Urals. Essent estudiant viatjà al sud a l'estiu i ascendí a la primera els tres cims de 4.000 m a les muntanyes del Kazakhstan i Kirguizstan. Després de completar l'escola superior el 1975, continuà els seus estudis a la Universitat de Pedagogia de Txeliàbinsk, on es graduà en física el 1979. Aquell any també obtingué el diploma d'entrenador d'esquí.
Es traslladà al Kazakhstan per estar més a prop de les grans cimes, i durant molt de temps visqué en un sovkhoz. Fou entrenador d'esquí fins al 1993, així com entrenador i instructor al Club d'Esports de Muntanya de l'Exèrcit. Amb l'equip nacional del Kazakhstan escalà el seu primer set mil al Pamir. El 1987 ascendí al pic Lenin, en un sol d'alta velocitat, inaugurant una nova tècnica d'ascensions a l'URSS.
El 1989 entrà a la segona expedició soviètica a l'Himalaia, que recorregué per primer cop en una travessia els quatre cims principals del Kanchenjunga. Rebé l'Orde al Valor de la Unió Soviètica. El 1990 rebé una invitació dels Estats Units per pujar al cim del Mont McKinley (a Alaska). El maig del 1991 pujà el Dhaulagiri i l'Everest. Se li assignà el títol honorífic de Mestre de l'Esport el 1991.
Després del col·lapse de la Unió Soviètica escollí la nacionalitat kazakha. Continuà escalant l'Himalaia i el Karakorum, molt sovint en solitari. Quan no era així, ho feia treballant com a guia i consultor d'expedicions internacionals. El 30 de juny de 1995 ascendí el pic Abaya (4.010 m), a Zaili Altai, com a guia del president Nazarbàiev.
Prengué part a les expedicions kazakhes al Manāslu i al Cho Oyu el 1995 i el 1996. Escalà en solitari el Lhotse, el Shisha Pangma, el Broad Peak i el Gasherbrum II, sempre sense oxigen suplementari, i començà a ser reconegut com un dels millors escaladors del món. Aconseguí pujar a onze dels catorze cims de més de 8.000 metres (si bé no pujà al cim principal a cap d'ells), sumant en total divuit ascensions a cims d'aquest tipus. Baté el rècord mundial d'escalada de vuit mils en dotze mesos en pujar, del 17 de maig de 1995 al 17 de maig del 1996 els cims de l'Everest, el Dhaulagiri, el Manāslu, de nou l'Everest, i finalment el Lhotse.
Bukréiev i el seu company Dimitri Sobolev van morir el 25 de desembre de 1997 arrossegats per una allau quan intentaven una ascensió hivernal a l'Annapurna.